# Oskar Boettger
Oskar Boettger (Frankfurt am Main, 1844. március 31. – Frankfurt am Main, 1910. szeptember 25.) német zoológus. Zoológiai szakmunkákban nevének rövidítése: „Boettger”. Rokonságban állt a neves malakológussal, Caesar Rudolf Boettgerrel (1888–1976), utóbbi az unokaöccse volt.

## Élete
Boettger Frankfurt am Mainban született. 1863 és 1866 között a freibergi bányászati akadémián tanult, ami után egy évet egy vegyi üzemben dolgozott, szülővárosában. 1869-ben szerzett doktori címet a würzburgi egyetemen. A következő évben, 1870-ben a frankfurti Senckenberg Naturmuseum őslénytani osztályának munkatársa lett, majd 1875-ben őt bízták meg a múzeum herpetológiai részlegének vezetésével. Vezetése alatt a Senckenberg Naturmuseum herpetológiai gyűjteménye Európa egyik legjobb hasonló kollekciójává fejlődött.
Boettger agorafóbiás volt, ami miatt ritkán hagyta el otthonát, 1876 és 1894 között a lábát sem tette be a múzeumba. Ebben az időszakban munkatársaira támaszkodott, őket kérte meg arra is, hogy juttassák el hozzá azokat a példányokat, amikre éppen szüksége volt a kutatásaihoz. Ő volt a szerkesztője a "Katalog der Batrachier-Sammlung im Museum der Senckenbergischen naturforschenden Gesellschaft in Frankfurt am Main" és a "Katalog der Reptilien-Sammlung im Museum der Senckenbergischen naturforschenden Gesellschaft in Frankfurt am Main" című kiadványoknak, előbbi a Senckenberg Naturmuseum kétéltű-, utóbbi pedig a múzeum hüllőgyűjteményének katalógusaiként jelent meg. Társszerkesztője volt Alfred Brehm: Az állatok világa című műve herpetológiai kötetének, a harmadik kiadásnál. Pályája vége felé a frankfurti Wöhler Reálgimnáziumban tanított, illetve részt vett néhány külföldi utazásban is.

## Taxonjai
Taxonómusként számos kétéltű- és hüllőfajt írt le, amelyek előtte nem voltak ismertek a tudomány számára. 1911-ben George Albert Boulenger (1858–1937) neves zoológus róla nevezte el a Polychrotidae családba tartozó perui anoliszfajok egyikét Anolis boettgeri névre. Több más hüllőtaxont is az ő emléke előtt tisztelegve neveztek el, ilyenek az alábbiak:
- Testudo hermanni boettgeri (a görög teknős balkáni alfaja)
- Xenophrys boettgeri (a csücskösásóbéka-félék közé tartozó Boettger-ásóbéka)
- Calumma boettgeri (kaméleonfaj[8])
- Cacosternum boettgeri (a Pyxicephalidae családba tartozó Cacosternum nem egyik faja)
- Tarentola boettgeri (csíkos gekkó)[9])
- Hymenochirus boettgeri (a pipabékafélék családjába tartozó törpebékák egyik faja).

Boettger a kétéltűeken és hüllőkön kívül puhatestűekkel és rovarokkal is szívesen foglalkozott, ezen belül a bogarakra specializálódott. Az ő emlékére nevezték el az polipalakúak rendjébe tartozó Argonauta boettgeri nevű, illetve a csalánozók közé tartozó Sarcophyton boettgeri fajokat.
Ő nevezett el és írt le néhány csigataxont, ezek között említhető az orsócsigafélék családba tartozó Lampedusa Boettger, 1877 genus és a Megalophaedusa Boettger, 1877 csiganemzetség.

## Fordítás
- Ez a szócikk részben vagy egészben  az   Oskar Boettger című angol Wikipédia-szócikk fordításán alapul.  Az eredeti cikk szerkesztőit annak laptörténete sorolja fel. Ez a jelzés csupán a megfogalmazás eredetét és a szerzői jogokat jelzi, nem szolgál a cikkben szereplő információk forrásmegjelöléseként.